# Enigmo
Enigmo y Enigmo 2 son juegos de computadora al estilo arcade 2.5D y 3D respectivamente para Windows, Mac OS 9, Mac OS X, iOS y PlayStation mini, y fueron desarrollados por Pangea Software. Ambos involucran colocar ciertas sustancias en sus respectivos contenedores. La música de ambos juegos fue grabada por Michael Beckett.
Enigmo fue creado en 2003 por Pangea Software y fue su juego más exitoso de aquel entonces. Los gráficos son tridimensionales, pero la jugabilidad está limitada estrictamente a los ejes horizontal y vertical. Los líquidos (agua, aceite y lava) caerán de los goteros y rebotarán con las paredes de un mecanismo. La jugabilidad consiste en manipular un número limitado de ítems dinámicos (como parachoques, aceleradores y esponjas) para afectar varios flujos de líquidos para que las gotas lleguen a su destino: tanques específicos para cada líquido. El jugador ganará el nivel cuando todos los tanques del nivel se encuentren llenos con 50 gotas de su respectivo líquido. Además de los niveles diseñados, los jugadores podrán crear sus niveles propios utilizando el editor incluido en el juego y descargando los niveles de otros jugadores en el sitio web de Pangea.
En 2004, Aspyr Media porteó un lanzamiento de Enigmo del 2003 en la plataforma de Windows Mobile. Esta versión fue incluida con el modelo de PDA Dell Axim x50v; el software puede ser comprado en la tienda de Dell y es exclusivo del modelo x50v.
En enero de 2011, una versión de Enigmo se planeó para ser lanzada en la PlayStation Store como un PSP Mini. Esta versión sería desarrollada y distribuida por Beatshapers.
En mayo de 2011, una versión de Enigmo fue lanzada para Windows Phone 7.

## Secuela
Enigmo 2 fue introducido en febrero de 2006 y expande los principios básicos establecidos en el juego original. El agua sigue siendo una sustancia que puede ser manipulada, pero la lava y el aceite fueron reemplazados por rayos láser y partículas de plasma. El juego añade una dimensión de profundidad a la jugabilidad, y muchas soluciones involucran rotar la cámara u objetos en tres dimensiones. Los gráficos también fueron mejorados. El juego toma lugar en el espacio exterior, específicamente cerca de la Tierra, Marte, Saturno y algunos asteroides, pero la gravedad funciona igual que en la Tierra. Como en su predecesor, cada contenedor debe tener 50 unidades para considerarse lleno. Cuando todos los contenedores estén llenos simultáneamente (perderán su contenido con el tiempo), el jugador ganará el nivel.

## Lanzamientos para iOS
Durante la WWDC 2008, se anunció que la versión de iOS de Enigmo se encontraba en desarrollo y estaría disponible para su compra por el precio de $9,99 en el lanzamiento de la App Store. El juego utiliza la interfaz táctil del iPhone y es controlado enteramente con los dedos. Los jugadores pueden deslizar o pinchar la pantalla para realizar acercamientos, y usar los dedos para posicionar los pedazos de puzle. El juego ha sido un éxito; fue votado el «mejor juego de iPhone» en la WWDC '08 y ha recibido reseñas muy positivas en la App Store. Tras un lanzamiento con 50 niveles, Enigmo ha sido actualizado para admitir niveles diseñados por los usuarios en las versiones de escritorio del juego; el precio bajó a $4,99 en ese momento. Luego volvería a bajar a $1,99 el 8 de octubre de 2008, y posteriormente a $0,99 para el Black Friday. Se encuentra actualmente en venta por $0,99. Enigmo para iPhone y iPod Touch se encuentran disponibles actualmente en neerlandés, alemán, español, japonés, italiano y francés. JR Language Translations le proporcionó la localización del juego a Pangea Software.

### Enigmo 2 para iOS
El 2 de septiembre de 2009, Pangea Software lanzó Enigmo 2 para iPhone. Es similar a la versión de Macintosh, pero se controla con tecnología multitáctil. El 24 de septiembre, fue actualizado para admitir la muestra de retina y el iPad. Desde 2011 cuesta $2,99 y está disponible para la App Store.